# Fang-Bikang I
Fang-Bikang I est un village du Cameroun situé dans la région du Centre, le département du Nyong-et-Mfoumou et la commune d'Ayos, sur la route qui relie Ngalla à Ngoap.

## Population
En 1961, Fang-Bikang I comptait 907 habitants, principalement des Yebekolo. Lors du recensement de 2005, on y dénombrait 290 personnes.

## Personnalités
L'homme politique Roger Nkodo Dang est né à Fang-Bikang en 1963.